# Стајаћа војска
Стајаћа војска (енгл. Standing army), облик организације оружаних снага, чије је основно обележје постојање сталних регуларних јединица и професионалног старешинског кадра у миру и рату. По начину устројства битно се разликује од милиције. Стајаће војске карактерише, пре свега, обавезни систем попуне војничким саставом (војна обавеза), чврсто изграђен централизовани систем руковођења и командовања, и висок техниччки ниво обуке.

## Настанак и развој
У историји оружаних снага појава стајаће војске везује се обично за прелазно раздобље између феудалног и капиталистичког друштва, у време апсолутистичких монархија. Хронолошки, пре стајаћих војски основни облик оружаних снага у Европи били су најамници, а после стајаћих војски настаје епоха масовних националних армија. Најчешће се као почетак раздобља стајаћих војски у Европи узима буржоаска револуција у Енглеској (1642-1660), а њихов крај означава се француском револуцијом (1789-1794). У том периоду су настале такозване класичне стајаће армије, за разлику од масовних националних армија 19. и 20. века, за које се у литератури такође употребљава термин стајаћа војска, али у ширем смислу. У ужем смислу, епохом стајаћих војски сматра се само раздобље класичних стајаћих војски, од средине 17. до краја 18. века.

### Зачеци стајаће војске
И пре 17. века постојали су у Европи зачеци сталних армија: у старом веку изврстан пример представља римска војска, а у средњем веку дружине племенских кнежева, посаде утврђених градова, Велике компаније, Ордонанс компаније и, више од свих, турски јаничари. Међутим, ове ране стајаће војске биле су пре изузетак него правило времена у коме су настале: главнину оружаних снага тог доба нису чиниле стајаће војске, већ градске милиције и најамници у старом веку, односно феудална коњица и најамници у средњем веку.
Док је римска војска после реформи Гаја Марија (1. век пре н.е) изврстан пример професионалне, стајаће војске у служби државе, војске римских непријатеља биле су већином градске или племенске милиције, а и сама римска војска се након кризе 3. века састојала више од најамника и помоћних милицијских трупа, него од стајаће војске. Док су јаничари заиста представљали професионалну стајаћу војску у служби Османског царства, већина турске војске у средњем веку састојала се од феудалне коњице (спахија) и коњичке милиције (акинџија), а ниједна друга европска држава средњег века није имала сличну стајаћу војску.

### Класичне стајаће војске (17-18. век)
У првој половини 17. века дотадашње најамничке дружине трансформишу се у сталну државну војску, што је било омогућено економским јачањем централне власти (владара), која је била у стању да редовно исплаћује и опрема професионалне војнике. Стајаће војске и настају, заправо, у борби између владара и феудалног племства, које је постепено уступало владару средства за њихово регрутовање, издржавање и употребу у рату. Резултат те борбе било је формирање апсолутистичких монархија, а упоредо с њима и стајаће војке. Апсолутизам је стварао стајаће војске, али су и оне повратно утицале на његово јачање. Из таквих односа народ и грађани су били искључени: владари се идентификују са државом и стајаће војске постају њихов приватни ослонац у учвршћењу власти.
Формирање стајаће војске извршено је током тридесетогодишњег рата (1630-1648) најпре у Холандији и Шведској: професионални војници постају стални најамници у служби државе, која их регрутује, опрема и редовно плаћа, чак и у време мира, и поставља им старешине, за разлику од дотадашњих најамничких дружина под командом сопствених вођа (кондотијера), које су државе плаћале само током рата, и које су слободно мењале стране током рата. После тридесетогодишњег рата (који је у великој мери вођен најамницима), стајаће војске стварају готово све европске државе, а почетком 18. века оне су, практично, постале једини облик војне организације.

#### Француска
У Француској се зачеци стајаће војске јављају већ за владавине Луја XIII (1610-1643), када се од најамника формира првих 12 сталних пукова. Међутим, тек за владе Луја XIV (1643-1715), захваљујући војним реформама његових министара Колбера, Ле Тељеа и његовог сина, маркиза Лувоа, Француска је добила најмоћнију стајаћу војску Европе, не само бројем, већ и чврстином организације: пешадија је наоружана кремењачама са бајонетом, а артиљерија обједињена у 12 батерија. Уочи рата за аустријско наслеђе (1740-1748) Француска војска сматрана је још увек најјачом у Европи (имала је 15.300 официра, 168.500 подофицира и војника и 30.000 припадника милиције), али већ у седмогодишњем рату (1756-1763) губи свој престиж у корист Пруске, Аустрије и Русије.

#### Енглеска
Прва стајаћа војска у Енглеској формирана је током грађанског рата између краља и Парламента (1842-1860). На предлог Оливера Кромвела, енглески Парламент донео је 1645. Декрет о образовању тзв. Армије новог типа (енгл. New Model Army), јачине 22.000 људи (12 пешадијских пукова и 11 коњичких пукова), али се тај број касније смањивао и повећавао. Уочи рата за шпанско наслеђе (1701-1714) износио је око 200.000 (већим делом страних најамника). Након колонијалног рата Велике Британије против Шпаније и Француске (1741-1748), миром у Ахену 1748. јачина стајаће војске сведена је само на 18.000 људи.

#### Пруска
За разлику од Француске, стајаћа војска Пруске представљала је стожер целокупног државног система, а централна државна управа се и развила из војне организације. У поређењу са осталим државама Европе, Пруска је непрекидно повећавала своју стајаћу војску, а крајем 1740. имала је под оружјем око 100.000 људи, што је чинило скоро 4,5% свих становника. У таквим условима био је веома упрошћен с мирнодопске на ратну армију: пукови су још у миру имали ратно бројно стање, а до пуне формације недостајао је само део људства и коња. Под Фридрихом II Великим (1740—1786) стајаћа војска достиже највећу моћ: њена снага омогућила је нове ратове и освајања, из којих је Пруска изашла економски ојачана и знатно већа (средином 1791. имала је 305.669 км2 са 8.687.000 становника). Пораз пруске стајаће војске од француске националне армије у Наполеоновим ратовима (1806) довео је до укидања стајаће војске и стварања нове националне армије на бази опште војне обавезе.

#### Аустрија
У Хабзбуршкој монархији се стајаћа војска почела формирати након Вестфалског мира (1648), али је тек реформама Еугена Савојског крајем 17. века добила коначни облик. До 1672. број стајаћих пукова повећан је на 39, а 1705. јачина војске износила је 85.000 пешака, 28.000 коњаника и 600 артиљераца. Тај број је касније стално повећаван, а пред седмогодишњи рат (1756) постојала су 94 пука стајаће војске, од којих 54 пешадијска и 40 коњичких. Реорганизацијом Војне крајине (1745-1750), образовано је и на територијама Хрватске и Словеније још 18 пукова. Реформама Марије Терезије (1740-1780) стајаћа војска Аустрије повећала се на 108 пукова пешадије и коњице, 3 пука пољске артиљерије и инжињеријски корпус, и у тим оквирима остала је до Наполеонових ратова.

#### Русија
У стварању стајаће војске Русије пионирску улогу имали су стрелци, стајаће јединице пешака-најамника. Међутим, тек са Петром Великим (1682-1721) настају реформе по европском узору, и за непуне две деценије настаје снажна стајаћа војска. По узору на стајаћу војску западноевропских држава, Петар Велики је 1691. формирао Преображенски и Семјоновски, а затим и два московска пука (1698), распустио непоуздане јединице стрелаца, а наредних година убрзано формирао јединице свих родова (27 пешадијских пукова наоружаних мускетама и копљима). За разлику од стајаћих војски западне Европе које су попуњаване, претежно, страним најамницима (највише Швајцарцима, Шкотима и Ирцима), Петар Велики ослањао се на принудну мобилизацију руских сељака-кметова. Победе у Великом северном рату (1700-1721) доказале су вредност руске стајаће војске, и до краја 18. века њен број је стално повећаван. Уочи седмогодишњег рата (1756) стајаћа војска Русије имала је 3 гардијска, 50 пешадијских и 32 коњичка пука (20 драгунских и по 6 кирасирских и гренадирских), а 1757. образују се и 2 пука артиљерије. Осим тих снага, постојало је и 55 гарнизонских (посадних) пукова мање борбене вредности, састављених од старијих (ислужених) војника.

### Масовне националне армије (19-20. век)
У Француској, чести и дуготрајни неуспели ратови у другој половини 18. века временом су све више разоткривали застарелост стајаће војске, коју француска револуција (1789-1794) коначно руши заједно са феудалним системом и апсолутистичком монархијом из којих је и израсла. Увођењем опште војне обавезе, Француска током револуције формира прву масовни националну армију у Европи и свету. Француска национална армија, која је захваљујући општој војној обавези могла 1794. да мобилише чак 750.000 војника (више од стајаћих војски Велике Британије, Аустрије, Пруске и Русије заједно), постала је узор по коме су током и после Наполеонових ратова (1796-1815) друге европске државе реформисале своју војску. Тако је Пруска после двоструког пораза код Јене и Ауерштета (1806) укинула дотадашњи војни систем и до 1813. формирала нову националну армију на бази опште војне обавезе.

## Организација и попуна

### Официри и војници
Организација, систем попуне и основна обележја ратне вештине стајаће војске одражавали су друштвено-економске услове позног феудализма, чије је основно обележје било декаденција војног позива. Изузев Русије и Турске, у којима је стајаћа војска попуњавана државним кметовима и робовима, у свим осталим државама Европе постојала су два основна облика попуњавања јединица: добровољно и врбовањем. Вежи део људства врбован је, по правилу, у земљи, али су примани и странци у недостатку домаћих људи.  Официри су регрутовани готово искључиво из редова племства, а војници из супротних друштвених слојева: декласираних елемената (сиротиње), људи без поседа и занимања, луталица, криминалаца и просјака. Ни у војскама најамника нису постојале тако дубоке супротности порекла, циљева и интереса официра и војника. У војсци Пруске, на пример, официр је могао да буде само племић, а када их није било довољно, Фридрих Велики ангажовао је стране племиће, јер је у њих имао више поверења него у сопствене грађане.
Међусобни односи у војсци заснивани су на врло строгим и крутим начелим субординације (подчињености) и апсолутне послушности према краљу. Официре је именовао краљ: највише функције биле су резервисане за високо племство, а положаји су добијани протекцијом или куповани за новац. У Француској су ниже чинове (до капетана) изузетно могли добити и изузетно способни војници, што је у другим државама било незамисливо.
Почетком 18. века почињу да се граде касарне за смештај и живот војника, прописују се прве униформе, уводе еполете и чинови, војничке торбе замењују се ранцима, развија се санитетска служба и војна администрација.

### Дисциплина и обука
Рокови службе за војнике износили су од 5 до 25 година: официри и подофицири служили су доживотно или до пензије, а када су били незадовољни каријером, прелазили су у војску друге земље. Војници најчешће нису могли да напусте војску по својој вољи, а држани су на окупу суровим дисциплинским мерама и дрилом - непрестаним војничким вежбама (стројеви, покрети и тактичке радње, тзв. егзерцир), које су понављане свакодневно од јутра до мрака како би се увежбале до аутоматизма (извршавање наређења без размишљања). Телесне казне биле су главно васпитно средство, батина је била саставни део опреме подофицира, а Фридрих Велики је прописао правило да војник треба више да се плаши батине свог подофицира, него метка непријатеља. Власт официра и подофицира над војницима била је неограничена, а старешине нису одговарале за своје поступке. Подофицири су презирали војнике, а официри и једне и друге, а за обичне грађане (нарочито буржоазију, трговце и чиновнике), војска је представљала последњу степеницу друштвене хијерархије.

### Организација и опрема

#### Пешадија
Стајаћу војску чинила је пешадија, коњица и артиљерија. После тридесетогодишњег рата пешадија је постала основни род војске, а њен однос према коњици повећао се на 3:1 до 6:1. Као административне и тактичке јединице учвршћују се чете, батаљони и пукови, а крајем 18. века појављују се и дивизије. Крајем 17. века у вежини стајаћих војски укида се копље, и уместо дотадашње поделе на копљанике и и мускетире, пешадија постаје јединствен род, наоружан пушком кремењачом са бајонетом. Пешадија се делила на линијску и лаку (стрелце), а уз њих су постојале и посебне јединице гренадира, наоружане ручним бомбама.

#### Коњица
Коњица се и у стајаћој војсци делила на тешку и лаку. Тешку су чинили кирасири, драгуни, карабињери и гренадири, а лаку хусари, улани, пандури, фрајкори. За разлику од средњевековне коњице, подела коњице заснивала се на тактичкој намени, а не на тежини опреме и оклопа: лака коњица користила се за извиђање, обезбеђење и мали рат, а тешка за фронталне битке.

#### Артиљерија
Артиљерија се по први пут конституисала као посебан род копнене војске, а груписала се најчешће у пољску, тврђавску (позициону), опсадну, коњичку и брдску. Артиљерија се групише у батерије (4-8 оруђа), а оне у артиљеријске пукове: Француска је 1766. имала 6 артиљеријских пукова, Пруска 3, а Аустрија 5 пукова пољске и 3 батаљона опсадне артиљерије. Са развојем металургије, повећан је и број артиљеријских оруђа: са 1-2 оруђа на 1.000 војника (рат за аустријско наслеђе) на 6-7 у седмогодишњем рату.

## Ратна вештина

### Стратегија
Стајаће војске биле су знатно бројно веће и боље наоружане (више пушака и топова уместо копаља), а ратови су трајали знатно дуже и више су исцрпљивали економију зараћених страна. Велике војске исцрпљивале су локалне залихе веома брзо, па се рат није могао хранити ратом (пленом са освојене територије), као у претходној епохи, него је организован магацински систем снабдевања, што је спутавало операције већим војскама. Како су због масовне употребе ватреног оружја губици постали веома велики, а занављање људства споро, битке су избегаване кад год је то било могуће, а врхунцем стратегије сматран је вешт маневар у позадину противника, пресецање комуникација и заузимање база за снабдевање. То је била стратегија изнуравања, у којој су значајну улогу имале лаке јединице (фрајкор, штрајфкори) и стална утврђења на главним комуникацијама и стратегијским правцима: у Француској је усвојена тзв. кордонска стратегија одбране државе линијама тврђава.

### Тактика
Тактика је била заснована пре свега, на увођењу пушака-кремењача са бајонетом: број врста у линији смањен је са 6 на 3, чиме је омогућено јединствено дејство свих пушака. Основни облик борбеног поретка био је издужени четвороугао - кара (линијски борбени поредак). У његовој примени најбоље резултате постигла је војска Пруске, чије су методе обуке после седмогодишњег рата (1756-1763) почеле да копирају све војске Европе. Међутим, у америчком рату за независност (1775-1783) британски збијени стројеви потучени су од стране колониста стрељачким стројем и тзв. расутом борбом, а линијска тактика коначно је напуштена у француским револуционарним ратовима (1792-1796).

## У Србији
Пошто је апсолутистичка монархија у Србији успостављена тек 1830 (када је Кнежевина Србија призната као вазална држава Османског царства) и трајала све до пада династије Обреновића (1903), стајаћа војска класичног типа постојала је  у Србији од 1830. до 1883, када је одлуком краља Милана укинута дотадашња Народна војска и уведена општа војна обавеза.

### Формирање
Кнежевина Србија је после Другог српског устанка (1815) стекла аутономију од Османског царства и званично је постала османска вазална држава под руским протекторатом 1830. Прве српске регуларне војне јединице формирао је кнез Милош Обреновић 1825. године, формално као полицијску јединицу звану Уписни пандури, како се не би изазивале турске власти. Најпре је било 12 чета (1.147 људи) ових најамника, познатих и под именом солдати. Године 1830. Србији су Османлије званично дозволиле да формира војску, а до 1838. Србија је имала 2.417 професионалних (редовних) војника, наоружаних и униформисаних на европски начин, које су обучавали бивши аустријски и руски официри. Нова српска влада је 1839. године (после изгнанства кнеза Милоша) привремено распустила стајаћу војску, али је већ 1845. поново формирана под називом Гарнизоно воинство: постојала су 2 батаљона пешадије (8 чета, 2.010 људи), једна артиљеријска јединица (250 људи) и један ескадрон коњице (208 људи), са официрима укупно 2.529 људи. Кнез Михаило је 1861. године основао Министарство војно (предвођено француским пуковником Иполитом Монденом), ојачао стајаћу војску (на 3.529 људи) и прогласио оснивање српске Народне војске, милиције састављене од свих војно способних мушкараца у Србији између 20 и 50 година.

### Српско-турски ратови
У српско-турске ратове (1876-1878) Србија је ушла са стајаћом војском састављеном од два батаљона пешадије (по 4 чете), два батаљона инжињерије, два ескадрона коњице, 8 пољских и 4 брдске батерије (укупно око 5.000 људи). У рату, Народна војска се за разлику од стајаће војске у почетним операцијама показала слабо, непоуздано и недисциплиновано. По речима војводе Живојина Мишића, који се у овом рату борио као наредник, јединице Народне војске које су у свом саставу имале ма и најмању јединицу стајаће војске, показале су се далеко боље у борби. После Првог српско-турског рата (1876-1877) број батаљона стајаће војске је удвостручен (са 4 на 8), и поједине чете укључене су у 32 батаљона Народне војске прве класе ради подизања њихове борбене вредности: народна војска се у Другом српско-турском рату показала знатно боље.
```
У рату 1876. године имали смо свега четири батаљона стајаће војске, а по свршетку тога рата управо у лето 1877. године, формирана су још четири батаљона стајаће војске, јер се у протеклим борбама јасно видела велика разлика у борбеној вредности између трупа стајаће и народне војске без школованог официрског кадра. Све пешадијске јединице народне војске I класе, којима су придавани ма и најмањи делови стајаће војске, знатно су одскакали у свим питањима: борбености, издржљивости, дисциплини и послушности.
 (
Живојин Мишић
, 
Моје успомене
, стр. 34)
```

### Тимочка буна
После рата и Тополске буне (1877) краљ Милан наставио је јачање стајаће војске као потпоре свог личног аутократског режима, и стајаћа војска је 1878. нарасла на 10 батаљона. Ове јединице употребљене су веома успешно за гушење Тимочке буне (1883).